# هاري هارلي (لاعب كرة قدم أسترالية)
هاري هارلي (بالإنجليزية: Harry Harley)‏ هو ضابط شرطة ‏ أسترالي، ولد في 6 فبراير 1916، وتوفي في 11 أكتوبر 1994.

## وصلات خارجية
- هاري هارلي على موقع AustralianFootball.com (الإنجليزية)
- هاري هارلي على موقع AFLtables.com (الإنجليزية)